# Hans Voss (Schriftsteller)
Hans Walter Manfred Voß  (auch Voss, * 19. April 1888 in Barmen; † 13. Juli 1945 in Posen) war ein deutscher Dichter.

## Leben
Hans Voß kam als drittes Kind des Arztes Friedrich Hermann Voß (1851–1893) und seiner Ehefrau Rosa, geborene Thomm (1854–1936) in Barmen zur Welt. Sein älterer Bruder war der Rechtsanwalt und Verbandsfunktionär Hermann Friedrich Maria Voss. Hans Voß wuchs vaterlos auf. Sein Vater, ein zuletzt in Hilchenbach praktizierender Arzt, soll einen Kunstfehler begangen haben, der ihn zwang, das Land zu verlassen. Im August 1889 schiffte sich Dr. Hermann Voß nach Rio de Janeiro ein. Die Mutter kehrte mit den Kindern in ihren Heimatort Pfaffendorf zurück. Im nahegelegenen Koblenz besuchte Hans Voß das humanistische Kaiserin-Augusta-Gymnasium. Nach dem Abitur studierte er zwischen 1908 und 1914 in Bonn, Berlin und Freiburg Germanistik und Kunstgeschichte.
Während des Ersten Weltkriegs diente er vermutlich im 8. Württembergischen Infanterie-Regiment Nr. 126, zuletzt in der Postüberwachungsstelle in Straßburg als Spezialist für skandinavische Post in die Schweiz, folgt man den Angaben in seinem (unveröffentlichten) Text „Der unvorschriftsmäßige Soldat“. 1921 wurde sein unehelicher Sohn Gregor Feydt (gefallen 1942 bei St. Malo) geboren. Am 22. September 1924 heiratete Hans Voß die Kunstgewerblerin Eva Therese Halir, die Tochter des Violinvirtuosen Karl Halir. Das Paar unterhielt von 1925 bis 1930 in Berlin in der Wichmannstr. 24/IV eine großzügige Wohnung, in der zahlreiche (Lebens-)Künstler zur Untermiete wohnten; unter anderem die Puppenmacherin Lotte Pritzel und ihr Mann, der Arzt Gerhard Pagel. Hans Voß gab Privatstunden in Latein und hielt literarische Vorträge in geschlossenen Zirkeln, z. B. über Jean Paul, Homer oder Dostojewski. Zum Stammpublikum gehörte auch der deutsch-israelische Schriftsteller Emanuel Bin-Gorion (1903–1987): „Für immer tönt mir (wie allen, die dabei gewesen sind) die mächtige Stimme im Ohr, die eines Sängers der Vorzeit, dessen Pathos eines ist mit dem der Dichtung innewohnenden Pathos und der nichts will, als sie verherrlichen, in dem er ihr dient“, schreibt Emanuel Bin-Gorion im Nachwort des von ihm als Manuskript 1970 herausgegebenen Voss’schen Werkes Ilja aus Murom. Im Februar 1925 scheiterte Hans Voß an der Freiburger Albert-Ludwigs-Universität mit seiner Doktorarbeit, einem Versuch zur Typologisierung des autobiographischen Romans. Am 15. August 1930 kam die eheliche Tochter Mechthild Sigrun Libuscha in Berlin zur Welt. Die Familie zog für drei Jahre nach Pfaffendorf. Hans Voß schloss sich dem Bund rheinischer Dichter unter dem Vorsitz von Alphonse Pacquet an.
1933 trat er gemeinsam mit seiner Frau vom evangelischen zum katholischen Glauben über. Im selben Jahr wurde er Mitglied der Reichsschrifttumskammer. Hans Voß war nie Mitglied der NSDAP. Ab 1933 lebte die Familie wieder in Berlin, jetzt am Lützowplatz 8/II. Wieder vermieteten Hans Voß und seine Frau Zimmer unter, um das Haushaltseinkommen zu verbessern. Eva Voß arbeitete zunächst als Erzieherin, dann als technische Zeichnerin bei der A.E.G. und hielt die Familie finanziell über Wasser. Hans Voß verdiente mit Privatstunden etwas dazu. Der Leiter der literarisch-technischen Abteilung der Berliner AEG-Hauptwerke, Hans Backe, verschaffte ihm 1941 pro forma einen Arbeitsplatz als „Karteiführer“. Das Mietshaus, in dem Voß wohnte, wurde im November 1943 durch Bomben der Alliierten zerstört. Seit Dezember 1944 lebte er mit Frau und Tochter in einem von Eva Voß eigenhändig errichteten Behelfsheim in Schöneiche bei Berlin. Hier griffen ihn am 27. April 1945 russische Soldaten auf der Straße auf. Angeblich hatte er ein Schreiben des Propagandaministeriums in der Manteltasche, das seine Nähe zum nationalsozialistischen Regime bezeugte. Man verschleppte ihn zunächst in das NKWD-Speziallager Nr. 5 in Fürstenwalde-Ketschendorf. Am 12. Juni 1945 wurde er aus der SBZ in das Speziallager Nr. 2 nach Posen verlegt, wo er am 13. Juli 1945 starb.

## Schaffen
Hans Voß´ literarisches Werk ist der Traditionswelt des klassischen Altertums und der nordischen Sagen verpflichtet. Der deutsche Historiker Mario Krammer nannte ihn 1948 in einem Nachruf einen „Hüter und Erneuerer alten Kulturgutes“. Hans Voß sei „so etwas wie ein wiedererstandener Rhapsode“ gewesen. Beschäftigte sich Voß in seinen dichterischen Anfängen vornehmlich mit der griechischen Antike, wandte er sich im Laufe der 1930er Jahre – wohl unter dem Einfluss der herrschenden Ideologie – dem nordisch-germanischen Sagenkreis zu. Stets stand im Zentrum seines Interesses der männliche Held, der seine Probleme mittels physischer Kräfte löst.
Technisch versiert, aber inhaltlich wenig innovativ textete Hans Voß im Stil der überlieferten Sagen und Gedichte. So „pendelt“ etwa sein Edda-Epos (1934) „zwischen Übersetzung, Nachdichtung und literarischer Neuschöpfung, bald dieser, bald jener Rezeptionsform am nächsten stehend“, konstatiert der Skandinavist Matthias Teichert. Voß löste sich allenfalls insofern von den Vorbildern, als etwa sein Held Sigurd frei „von äußeren manipulativen Einflüssen sozusagen auf eigene Rechnung“ handelt. Aber der Entwurf eines radikal autonomen Subjektes mit der Tendenz zum Übermenschen im Sinne Nietzsches entspricht durchaus zeittypischen antimodernistischen Vorstellungen. Allerdings zeigte sich Voß „bemerkenswert frei von Spuren faschistischer Weltanschauung“. Deshalb zieht Teichert auch das Fazit: „Hans Voß ist kein nationalsozialistischer Schriftsteller.“
Das (posthum veröffentlichte) Werk „Ilja aus Murom“, geschrieben 1933 in Berlin, fällt aus dem Rahmen. Hier versuchte Hans Voß – laut eigener Aussage – „eine neue Bindung des Westens mit dem Osten, Deutschlands mit dem christustragenden Rußlands Dostojewskis zu schaffen“. Bei dem durchgängig im trochäischen Versmaß gedichteten Epos handelt es sich um die einzige eigenständige Dichtung des Autors, auch wenn der Text Figuren und Episoden der altrussischen Überlieferung rund um den Helden Ilja Muromez aufgreift. Wohl unter dem Einfluss der eigenen Konversion zum katholischen Glauben stellte Voß hier Islam, Buddhismus und Christentum einander gegenüber, um „der Hinnahme des Leidens durch den Christen die höchste Stufe“ zuzuerkennen. Der Freund und Schriftsteller Emanuel Bin-Gorion sah in Hans Voß einen Dichter, „in dem die griechische Antike und das Alte Testament, germanisches Weistum und christliche Kunst, slawisches Volkslied und deutsche Klassik eine einmalige schöpferische Begegnung erfahren haben“.
Zuletzt plante Hans Voß ein Epochen umspannendes Werk, das der alten Kultur Europas im charakteristisch rückwärts gewandten Stil ein Denkmal setzte. Es blieb weitgehend unvollendet. Ein nachgelassenes Gedicht von 1944 belegt die Erschütterung, die sein Weltbild gegen Ende des Zweiten Weltkriegs erfuhr.
Was mir geblieben ist

Ein Zimmer, drin ich aufrecht stehen kann,

Ein Blumenstrauß: Steinnelk und Zittergras.

Ein fremdes Frauenbildnis schaut mich an.

Ein Bücherstoß. Erhabener Parnaß:

Virgil und Dante, Calderon dazu,

Das Nibelungen Lied, die Ilias.

Die eignen Verse ruhen in der Truh,

Ein Kelchglas aus Rubin, ein irdner Krug –

Gott schenke gütig mir den Wein dazu! –

Ein Raum! Gedicht und Trunk!

Ist´s nicht genug?

## Rezeption
Hans Voß konnte weder ein breites Publikum noch die akademische Fachwelt für sich gewinnen, zumal sein Werk nicht gerade umfangreich war. Er erreichte den Höhepunkt seiner bescheidenen literarischen Karriere, als der Reclam-Verlag 1943 und 1945 seine nordischen beziehungsweise "deutschen" Heldenlieder veröffentlichte.
Eine internationale Hans-Voß-Gesellschaft, die die Witwe Eva Voß in den 1950er Jahren ins Leben rufen wollte, kam nie zustande. Auch scheiterten ihre Bemühungen, nach 1945 Verlage für noch unveröffentlichte Texte zu begeistern. Erst 1982 erklärte sich die anthroposophische Heil- und Werkgemeinschaft Weissenseifen bereit, das Epos über den russischen Helden „Ilja aus Murom“ zu publizieren.

## Werke
- Gesänge aus Hellas. der deutschen Gesellschaft zu ihrem Jahresfest 1924, Quelle & Meyer, Leipzig. Zum Teil vertont von Hans Schäuble (op. 4 und op. 28)
- Credo. den Mitgliedern des Berliner Bibliophilen-Abends zum 3. Februar 1925 von Gotthard Laske überreicht. Den Handeinband schuf und widmete Otto Herfurth. 150 Exemplare gedruckt bei Otto von Holten, Berlin
- Edda. Volksverband der Bücherfreunde 1928
- Altgermanische Lese. Freie Nachbildung althochdeutscher, altnordischer und angelsächsischer Dichtung. Mit acht Bildtafeln. Alexander Fischer Verlag, Tübingen 1929
- Sigurd und Brynhild nach der Edda. Weltgeist-Bücher, Verlagsgesellschaft Berlin 1929
- Tao und die Sieben. In: Huber, Robert: Hallo wir leben. Rheinische Verlagsgesellschaft Koblenz 1931
- Edda. Das altgermanische Götter- und Heldenepos neu gefasst in zehn Gesängen. Einleitung von Hans Friedrich Blunck. Rembrandt-Verlag Berlin 1934
- Nordischer Heldensang aus altdänischer Zeit. Reclam Leipzig 1943
- Deutsche Heldenlieder nach alten Quellen. Reclam Leipzig 1945
- Ilja aus Murom. hrsg. von Emanuel bin Gorion, als Manuskript gedruckt. Tel Aviv : Hamerkaz Press, 1970 (posthum)
- Ilja aus Murom. hrsg. von Werkgemeinschaft Kunst- und Heilpädagogik Weissenseifen 1982 (posthum)
- Der unvorschriftsmäßige Soldat. Wahre Geschichten aus dem Weltkriege 1914–1918. (unveröffentlichtes Schreibmaschinen-Skript)